# Charlemagne (couraçado)
O Charlemagne foi um couraçado pré-dreadnought operado pela Marinha Nacional Francesa e a primeira embarcação da Classe Charlemagne, seguido pelo Saint Louis e Gaulois. Sua construção começou em agosto de 1894 no Arsenal de Brest e foi lançado ao mar em outubro do ano seguinte, sendo comissionado em setembro de 1899. Era armado com uma bateria principal de quatro canhões de 305 milímetros montados em duas torres de artilharia duplas, tinha um deslocamento de mais de onze mil toneladas e conseguia alcançar uma velocidade máxima de dezoito nós.
O Charlemagne passou sua carreira em tempos de paz atuando na Esquadra do Mediterrâneo, realizando principalmente exercícios de rotina. Depois do começo da Primeira Guerra Mundial em julho de 1914, o navio escoltou comboios de tropas vindas do Norte da África e patrulhou o Mar Mediterrâneo. No início de 1915 participou de operações em suporte à Campanha de Galípoli e no final do ano foi transferido para Salonica a fim de impedir qualquer interferência na Grécia. Ele permaneceu no local até ser descomissionado em novembro de 1917, sendo entregue para desmanche em 1921.

## Design e descrição
Os navios da classe Charlemagne foram autorizados no Programa Naval de 1892 como versões menores do Bouvet, embora com armamento melhorado. Tinham 117,7 metros de comprimento total e tinham uma boca máxima de 20,3 metros. Em carga profunda, os navios tinham calado de 7,4 metros na proa e 8,4 metros à popa. O deslocamento projetado foi de 11 287 toneladas, mas eles estavam acima do peso e deslocaram 11 415 com carga normal. Ao servir em como capitânias, suas tripulações contavam com 750 homens, mas contavam com 32 oficiais e 660 praças como navios particulares. Os navios eram movidos por três motores verticais a vapor de tripla expansão, cada um acionando um eixo usando vapor gerado por vinte caldeiras Belleville. Essas caldeiras queimavam carvão com pulverizadores auxiliares de óleo e foram projetadas para produzir 10 444 kilowatts para dar à classe Charlemagne uma velocidade de dezessete nós (31 quilômetros por hora). Durante seus testes no mar em 15 de junho de 1898, Charlemagne atingiu uma velocidade máxima de 18,1 nós (33,5 quilômetros por hora), embora seu armamento principal ainda não tivesse sido instalado. Os navios transportavam carvão suficiente para lhes dar um alcance de quatro mil milhas náuticas (7 400 quilômetros) a uma velocidade de dez nós (dezenove quilômetros por hora).
Os Charlemagnes tinham uma bateria principal constituída de quatro canhões de 305 milímetros Modèle 1893 em duas torres de canhão duplo, uma à frente e outra à ré da superestrutura. Seu armamento secundário consistia em dez canhões Modèle 1893 de 138 milímetros, oito dos quais foram montados em casamatas individuais e o par restante em montagens blindadas no convés do castelo de proa a meia-nau. Eles também carregavam oito canhões Modèle 1893 de cem milímetros em montagens abertas na superestrutura. As defesas anti-torpedeiros dos navios consistiam em vinte canões QF 3-pounder Hotchkiss de 47 milímetros e dois canhões Maxim de 37 milímetros, montados em plataformas em ambos os mastros, na superestrutura, e em casamatas no casco. Os navios tinham quatro tubos de torpedo de 450 milímetros, dois em cada bordo, um submerso e outro acima da água. Como era comum nos navios da sua geração, estes eram construídos com um aríete em forma de arado.
Os navios da classe Charlemagne tinham um cinturão de linha d'água completo de blindagem aço-níquel que variava em espessura de trezentos a quatrocentos milímetros e era mais espesso no meio do navio. As placas de blindagem tinham dois metros de altura 0,5 metros dela abaixo da linha d'água e eles se estreitavam até uma espessura máxima de 150 milímetros em suas bordas inferiores. As espessuras das bordas inferiores das placas eram reduzidas gradualmente para 134 milímetros na proa e 110 na popa. As torres de armas foram protegidas por 320 milímetros de blindagem Harvey e suas barbetas tinham 270 milímetros do mesmo tipo de armadura. O convés blindado principal de aço extra-macio era de setenta milímetros espessura e havia um deck de estilhaços de quarenta milímetros abaixo dele. A torre de comando tinha 326 milímetros na fronte e 276 milímetros nos lados.

## Construção e carreira

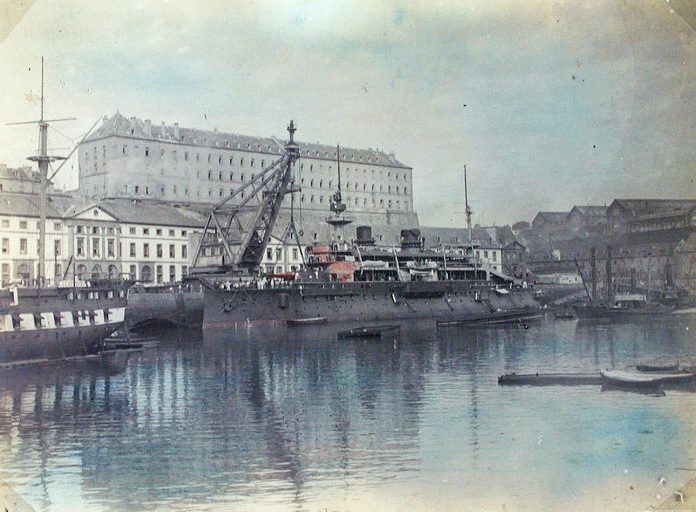
Charlemagne sendo equipado em Brest, 1898

Charlemagne foi o homônimo do primeiro Sacro Imperador Romano, e foi encomendado em 30 de setembro de 1893 como o navio-líder dos três couraçados de sua classe. Com um orçamento inicial de 24 milhões de francos franceses, o navio foi batido no Arsenal de Brest em 2 de agosto de 1894, lançado em 17 de outubro de 1895 e concluído em 12 de setembro de 1899. A construção foi atrasada pelo atraso na entrega de suas torres de canhão principais. Charlemagne foi inicialmente designado para a Esquadra do Norte, mas, juntamente com seu irmão Gaulois, foi transferido para a 1ª Divisão de Encouraçados da Esquadra do Mediterrâneo em janeiro de 1900. Em 18 de julho, após manobras combinadas com a Esquadra Norte, o navio participou de uma revisão naval conduzida pelo Presidente da França, Émile Loubet, em Cherbourg. Ele acompanhou Louis André, o Ministro da Guerra, e Jean de Lanessan, o Ministro da Marinha, em suas viagens à Córsega e à Tunísia Francesa no final de outubro. Ao passar pelo Canal de Bizerte, ele danificou uma hélice e esta foi reparada em novembro. No ano seguinte, Charlemagne e a Esquadra do Mediterrâneo participaram numa revisão naval internacional realizada pelo Presidente Loubet em Toulon com navios de Espanha, Itália e Rússia.
Em outubro de 1901, a 1ª Divisão de Encouraçados (1re Division cuirassée), composta por Charlemagne e seus irmãos Gaulois e Saint Louis, sob o comando do contra-almirante (contre-amiral) Leonce Caillard, recebeu ordem de seguir para o porto de Mitilene, na ilha de Lesbos, então propriedade do Império Otomano. Depois de desembarcar duas companhias de fuzileiros navais que ocupavam os principais portos da ilha no dia 7 de novembro, o sultão Abdulamide II concordou em fazer cumprir os contratos celebrados com empresas francesas e em reembolsar os empréstimos feitos pelos bancos franceses. A 1ª Divisão partiu de Lesbos no início de dezembro e voltou para Toulon. Em janeiro-março de 1902, Charlemagne foi implantado em águas marroquinas e participou dos exercícios da frota de verão no final daquele ano. No final de janeiro de 1903, a divisão realizou treinamento de artilharia ao largo de Golfe-Juan. Os historiadores navais Paul Silverstone e Eric Gille afirmam que o navio colidiu com Gaulois em 2 de março de 1903, mas não foi danificado. Os couraçados da Esquadra do Mediterrâneo visitaram Cartagena, Espanha, em junho e depois Palma de Maiorca e Ibiza nas Ilhas Baleares em outubro.
Em 24 de fevereiro de 1904, Charlemagne foi transferido para a 2ª Divisão de Batalha. Foi um dos navios que escoltou o Presidente Loubet durante a sua visita de Estado à Itália em abril e participou nas manobras anuais da frota no final desse verão. Enquanto a munição estava sendo transferida em 30 de dezembro de 1904, ocorreu uma explosão em um depósito dos canhões de 305 milímetros, mas o Charlemagne não sofreu baixas nem danos devido ao incidente, pois o depósito foi rapidamente inundado. Juntamente com o destróier Dard, o navio foi a contribuição francesa para uma esquadra internacional que ocupou brevemente Mitilene em novembro-dezembro de 1905 e participou de uma revisão naval do presidente Armand Fallières em setembro do ano seguinte. Charlemagne, Saint Louis e o encouraçado pré-dreadnought Suffren foram enviados para Marrocos em 30 de novembro para reduzir as tensões entre as potências europeias que disputavam assumir o controle daquele país. A sua presença foi eficaz e regressaram a Toulon antes do final do ano. Ele se envolveu nas manobras navais de verão em 1907 e 1908 e foi transferida para a 4ª Divisão de Batalha com seus irmãos quando essa unidade foi formada em julho de 1908.
A 4ª Divisão foi transferida para o recém-formado 2º Esquadrão de Batalha (Escadre de ligne) em 5 de janeiro de 1909. Os Esquadrões do Mediterrâneo e do Norte foram redesignados como 1º e 2º Esquadrões, respectivamente, em 5 de outubro de 1909. A divisão passou o Natal em Mers-el-Kébir, na Argélia Francesa, e fez visitas portuárias a Cádiz, Espanha, Lisboa, Portugal e Quiberon a caminho de Brest, onde chegaram em 27 de fevereiro de 1910 e sua nova designação para o 2º Esquadrão. As divisões dos esquadrões de batalha foram renumeradas em 5 de janeiro e a 4ª Divisão tornou-se a 1ª Divisão do 2º Esquadrão de Batalha. Em 1 de agosto de 1911, o 2º Esquadrão de Batalha foi renumerado como 3º Esquadrão de Batalha e os navios participaram de uma grande revisão naval pelo Presidente Fallières ao largo de Toulon em 4 de setembro. Charlemagne foi colocado na reserva em Brest em setembro de 1912 para iniciar uma longa revisão; o navio adernou 34° durante seus testes de mar pós-revisão em 30 de maio de 1913, o que levantou sérias questões sobre sua estabilidade e a de seus irmãos de classe. Ele retornou ao Mediterrâneo em julho e foi relegado para servir como navio de treinamento de artilharia de 23 de julho até o início da Primeira Guerra Mundial, um ano depois.

### Primeira Guerra Mundial

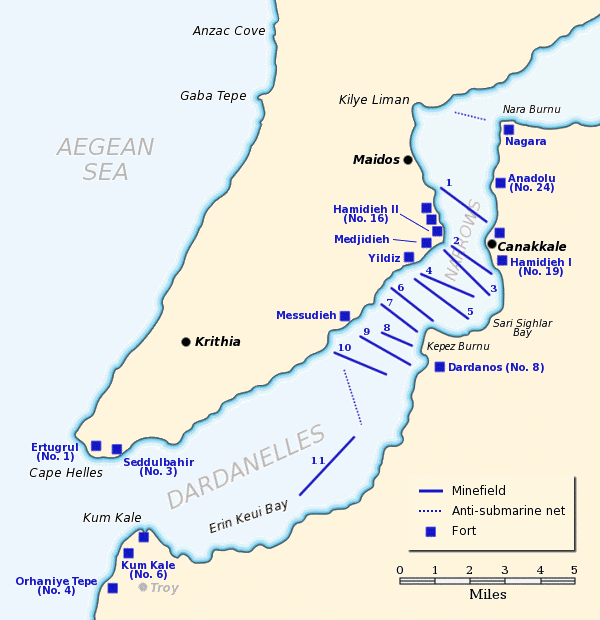
Defesas turcas dos Dardanelos, fevereiro-março de 1915

Charlemagne não estava inicialmente pronto para o combate e chegou a Bizerte em 19 de agosto e foi acompanhado por Saint Louis e Suffren três dias depois. Eles foram encarregados de patrulhar o tráfego mercantil entre Túnis e a Sicília para evitar remessas de contrabando para as Potências Centrais. Em outubro, os britânicos solicitaram assistência na escolta de dois grandes comboios de tropas através do Mediterrâneo em outubro e o Charlemagne foi um dos navios destacados para Porto Saíde, no Egito, em meados de outubro para fazê-lo. Juntamente com Saint Louis, Charlemagne foi transferido para a Divisão de Dardanelos (Division de Dardanelles) e juntou-se a Gaulois no Mar Egeu em 26 de novembro para se proteger contra uma surtida do Yavuz Sultan Selim. Durante o bombardeio das fortificações otomanas em 25 de fevereiro de 1915, Charlemagne enfrentou o forte de Kum Kale com algum efeito. O navio forneceu apoio aos couraçados britânicos em 1º de março enquanto eles bombardeavam o Castelo Kilitbahir; o navio foi atingido várias vezes pelo fogo de retorno, mas não foi danificado.
Em 18 de março, Charlemagne, juntamente com Bouvet, Suffren e Gaulois, foi encarregado de penetrar nos Dardanelos depois que seis couraçados britânicos suprimiram as fortificações otomanas de defesa e atacaram essas mesmas fortificações de perto. Depois que os navios franceses foram ordenados a serem substituídos por seis outros couraçados britânicos, o Bouvet atingiu uma mina e afundou quase instantaneamente enquanto o Gaulois foi atingido duas vezes, uma das quais abriu um grande buraco em seu casco que começou a inundar o navio. Charlemagne escoltou Gaulois até as Ilhas dos Coelhos, ao norte de Tenedos, onde este último navio poderia ser encalhado para reparos temporários. Juntamente com dois couraçados britânicos pré-dreadnought e o cruzador protegido russo Askold, Charlemagne bombardeou as fortificações otomanas que defendiam o Golfo de Saros em 26 de março. O encouraçado chegou a Bizerta em 3 de abril para iniciar uma reforma extremamente necessária que incluiu reparos em seu leme. No mesmo dia em que Charlemagne retornou aos Dardanelos, a Divisão dos Dardanelos foi redesignada como Esquadrão dos Dardanelos (Escadre des Dardanelles) em 14 de maio e os couraçados foram atribuídos à 3ª Divisão de Encouraçados pouco depois. Juntamente com o encouraçado pré-dreadnought britânico HMS Agamemnon, ele bombardeou posições otomanas durante o Terceiro ataque à Enseada de Anzac, de 19 a 22 de maio. O Charlemagne foi ligeiramente danificado quando seu cinto de armadura foi amassado após ser atingido por um projétil em 25 de maio. O navio bombardeou as fortificações otomanas em Achi Baba em 30 de maio sem efeito perceptível e em Kumkale em 5-6 de junho. Durante o desembarque na Baía de Suvla, Charlemagne bombardeou posições otomanas de 5 a 6 de agosto.

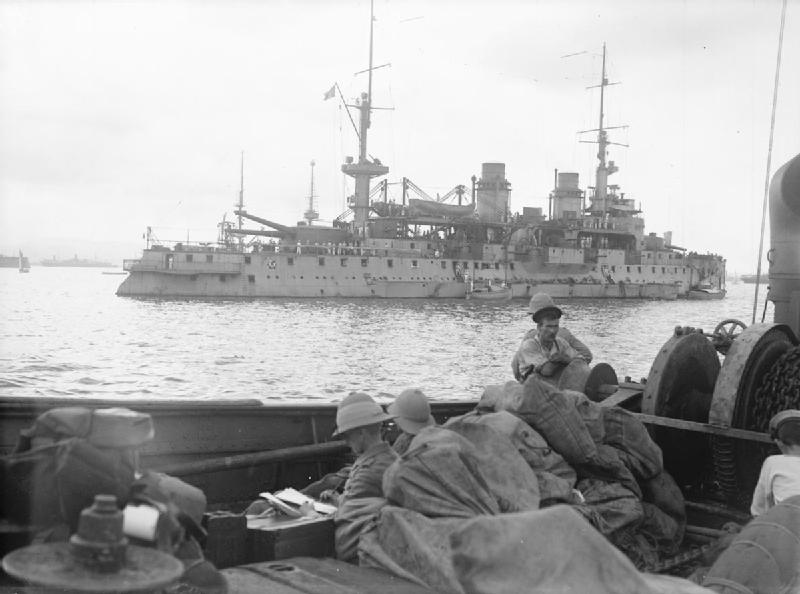
Charlemagne ancorado no porto de Mudros, 1915

O navio foi transferido para Salônica em outubro de 1915, onde se juntou à esquadra francesa designada para evitar qualquer interferência dos gregos nas operações aliadas na Grécia. Charlemagne foi escoltado pelos destróieres Hussard e Massue de Salônica a Bizerta de 20 a 24 de abril de 1916 para iniciar uma reforma. Ele retornou a Salônica em 5 de agosto, e foi designado para a Divisão das Bases Navais do Exército Oriental (Division des bases navales du corps expéditionnaire d'Orient). O navio tornou-se a nau capitânia do Contra-Almirante Henri Salaün, comandante da Divisão das Bases Navais, em 24 de fevereiro. Charlemagne estava programado para receber modificações para melhorar sua estabilidade no início de 1917, mas estes planos foram cancelados. Salaün transferiu sua bandeira para o pré-dreadnought Patrie em 18 de agosto, quando Charlemagne estava deixando as águas gregas. O navio seguiu para Bizerte, onde chegou no dia 20 de agosto. Ele estava programado para iniciar uma reforma lá, mas a Marinha decidiu transferir a obra para Toulon em 31 de agosto. Escoltado pelos destróieres Carabinier, Arquebuse, Fronde, Aspirant Herber e Mortier, Charlemagne chegou lá em 17 de setembro. Devido à escassez de carvão, a Marinha decidiu cancelar a reforma dois dias depois e convertê-lo em um navio-depósito de propulsores e explosivos. Seus canhões de 138 milímetros foram removidos no mês seguinte e três ventiladores foram removidos em janeiro de 1918 para uso em outros navios.
O navio foi desativado em 1º de novembro de 1917 e retirado do registro naval em 14 de março de 1918, com a ressalva de que sua planta de propulsão deveria permanecer operacional. Charlemagne foi vendido como sucata em 21 de junho de 1921 e entregue como parte do pagamento à empresa que estava desmantelando os destroços do pré-dreadnought Liberté. Eles o venderam para uma empresa italiana que o demoliu em Savona, na Itália.